# VdB 142
vdB 142 est une petite nébuleuse obscure, visible dans la constellation de Céphée.
Elle est située vers la zone centrale du complexe de Céphée, qui englobe IC 1396, à quelques minutes d'arc à l'ouest de l'amas ouvert associé à la nébuleuse. Malgré sa petite taille, elle se distingue avec une certaine facilité, en raison de sa profonde obscurité et de sa forme, qui lui a valu le surnom de nébuleuse de la Trompe d'Éléphant. Étant située à des déclinaisons très septentrionales, elle apparaît circumpolaire par rapport à la majeure partie de l'hémisphère nord. Tout autour, elle apparaît entourée d'un champ d'étoiles relativement riche, et la présence de la nébuleuse diffuse IC 1396 souligne encore davantage sa nature de nébuleuse obscure. La traînée sombre est interrompue par deux étoiles de  magnitude 8.